# Phiala strigifera
Phiala strigifera är en fjärilsart som beskrevs av Embrik Strand 1911. Phiala strigifera ingår i släktet Phiala och familjen Eupterotidae. Inga underarter finns listade i Catalogue of Life.